# 1/2

1/2(½, 1 나누기 2)은 1을 2로 나눈 수이며, 2의 역수이다.

## 수학적 성질
- 1 ÷ 2
- 0과 1의 산술 평균.
- 이진법으로는 0.1, 십진법으로는 0.5로 표기된다.
- 짝수의 1/2는 정수이고, 홀수의 1/2은 반정수이다.
- 정수를 1/2로 나누면 짝수이고, 반정수를 1/2로 나누면 홀수이다.
- 어떤 수를 정수로 반올림할 때 소수 부분이 0.5 미만일 때는 버림, 0.5 이상은 올림한다. 예를 들어 2.5는 3으로 반올림한다. 다만, 이보다 더 정확한 '짝수 반올림'에서는 0.5에 딱 걸쳤을 때 가장 가까운 짝수로 버림 또는 올림한다. 이때의 2.5는 2로 반올림한다.
- 1/2는 각도가 0° 이상 90° 이하(0 이상 ⁠π/2⁠ 이하)인 범위 내에서 sin 30°(= sin ⁠π/6⁠) = cos 60°(= cos ⁠π/3⁠)의 값이며, tan 26.6°(≈ tan 0.464)의 값과 비슷하다.
- 1/2 + 1/2 = 1
- 1/2 × 1/2 = 1/4
- √(1/2) ≈ 0.707107